# Коматевско шосе (булевард в Пловдив)
Коматевско шосе е основен, радиален булевард в Пловдив, който извежда голяма част от трафика към Околовръстния път на града. Започва от като естествено продължение на бул. „Христо Ботев“ и продължава на югоизток, преминавайки по пътя на древния римски акведукт, в западната част на район Южен. По пътя се стига до кв. Коматево, като е негова основна пътна артерия и стига до Околовръстното, след което продължава като извънградски път до селата Първенец и Храбрино.